# Greed Corp
Greed Corp est un jeu vidéo de stratégie au tour par tour développé par W!Games et édité par Valcon Games, sorti en 2010 sur Windows, Mac, Linux, PlayStation 3, Xbox 360, iOS et Android.

## Accueil
- IGN : 8,8/10[1]
- PC Gamer : 78 %[2]